# Karel Koecher
Karel František Koecher (nacido en Bratislava el 21 de septiembre de 1934) fue un espía checoslovaco del StB que logró infiltrarse en la CIA estadounidense.

## Biografía
Guionista de comedias para la radio con buenos conocimientos de inglés, Koecher supuestamente sufría frecuentes molestias a manos de la policía política comunista por sus sátiras contra los dirigentes de su país. Ambas actitudes resultaron ser una tapadera para crearle un historial como disidente, puesto que Koecher pertenecía a los servicios secretos checoslovacos desde al menos 1962.
Debido a estas supuestas persecuciones, Koecher emigró junto con su esposa a los Estados Unidos en 1965. Adquirió la nacionalidad norteamericana en 1970, y fue contratado por la CIA en 1973, debido a sus credenciales como disidente y a su conocimiento de varios idiomas de Europa Oriental. Obtuvo un elevado nivel de seguridad y se le asignó el trabajo de traducir y analizar documentos obtenidos por los agentes de esta agencia, así como para realizar transcripciones de pinchazos telefónicos y otras intercepciones electrónicas.
En secreto, Koecher suministró copias de toda esta información a los servicios secretos checoslovacos y la KGB soviética en dos periodos diferentes, con una pausa debida a las falsas acusaciones de Oleg Kalugin. Esta pausa fue debida a que el KGB no le consideraba confiable por estas denuncias. Durante todo este tiempo, Koecher superó varias pruebas del detector de mentiras, sin ser detectado jamás, al igual que ha ocurrido con otros espías notorios como Aldrich Ames, Ana Belén Montes, o Leandro Aragoncillo. Estas informaciones permitieron a la Unión Soviética bloquear muchas operaciones norteamericanas dirigidas contra ella y aprovecharlas para transmitir contrainformación.
En 1984, Koecher fue descubierto y poco después sería detenido en el aeropuerto de Nueva York junto a su esposa Hana, mientras trataban de escapar a Suiza. Distintos errores de procedimiento judicial impidieron juzgarles, y Koecher sufrió un intento de agresión en la cárcel, que él achacó a los servicios secretos estadounidenses. Temerosas de que los Koecher fueran finalmente absueltos debido a todos estos errores, las autoridades estadounidenses aceptaron intercambiarlos por otros espías detenidos en Europa Oriental. El intercambio se produjo en Berlín el 11 de febrero de 1986.
Karel Koecher fue recibido en Checoslovaquia como un héroe, recibió una casa y un coche Volvo en pago de sus servicios, y obtuvo un cómodo empleo. Tras el desplome del régimen soviético, vive en relativa oscuridad. Su esposa estuvo contratada durante un tiempo en la Embajada Británica como traductora, hasta ser despedida al publicarse sus antecedentes de espionaje.